# Discothyrea patrizii
Discothyrea patrizii é uma espécie de formiga do gênero Discothyrea, pertencente à subfamília Proceratiinae.